# Polizeipräsidium Alexanderplatz (1890–1945)
Das Polizeipräsidium Alexanderplatz (seinerzeit auch Rote Burg genannt) diente von 1890 bis Anfang der 1950er Jahre verschiedenen Polizeibehörden in Berlin als Dienstgebäude. Das Bauwerk befand sich bis zu seinem endgültigen Abriss 1957 an der Alexander-/Dircksenstraße.

## Geschichte

### Entstehung und Kaiserzeit

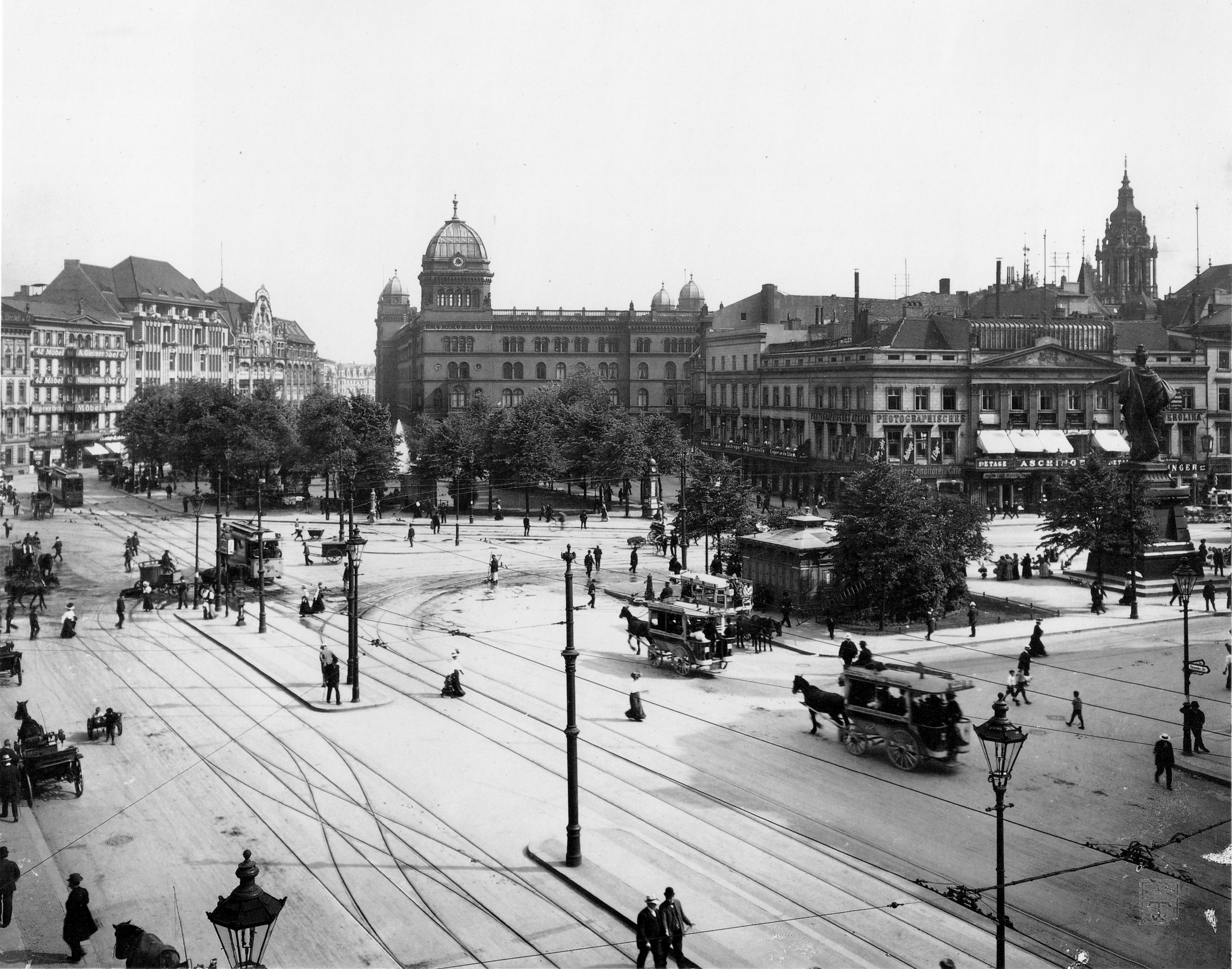
Alexanderplatz (v. l. n. r.: Lehrervereinshaus,
Polizeipräsidium, Aschinger), um 1900

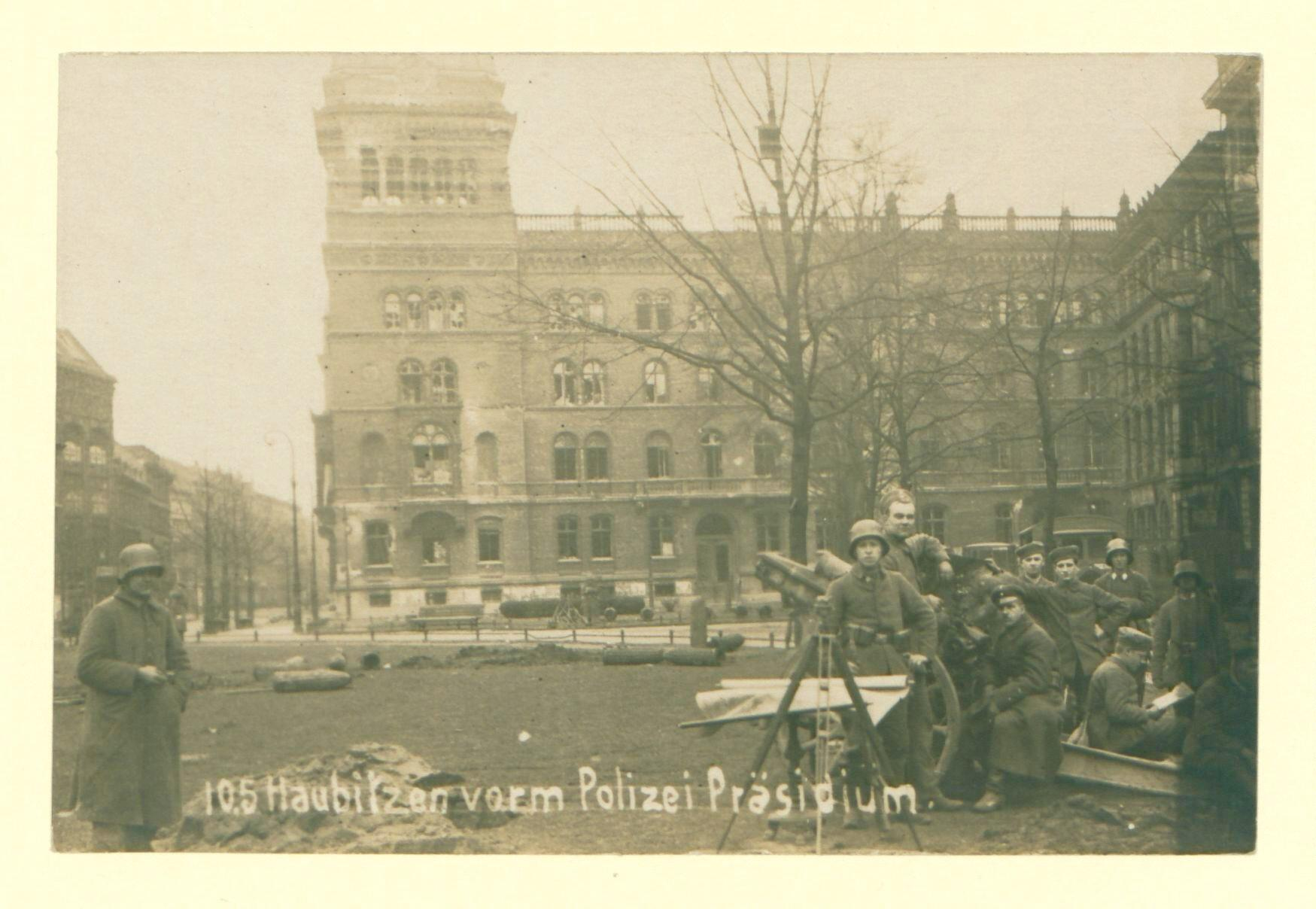
Durch die Berliner Märzkämpfe beschädigtes Polizeipräsidium um 1919

Am 25. März 1809 gründete Friedrich Wilhelm III. durch eine Kabinettsorder das Königlich Preußische Polizeipräsidium Berlin und benannte Karl Justus Gruner zum Polizeipräsidenten. Zunächst bezog die Königlich Preußische Polizei die Stadtvogtei am Molkenmarkt, die allerdings gegen Ende des 19. Jahrhunderts nicht mehr genug Platz bot und den repräsentativen Ansprüchen der Polizei nicht gerecht wurde. Bereits 1885 plante die Reichshauptstadt ein neues Polizeipräsidium als „deutsches Scotland Yard“.
Als Baugrundstück erwies sich der 1876 bis 1878 zugeschüttete ehemalige Königsgraben als geeignet. Um für den Neubau des Polizeipräsidiums Platz zu machen, wurden das Arbeitshaus und eine alte Heilanstalt abgerissen. Nach Plänen von Berliner Stadtbaurat Hermann Blankenstein, einem ehemaligen Schüler der Berliner Bauakademie, wurde im Frühjahr 1886 mit dem gewaltigen Bauvorhaben begonnen. Das Bauwerk, das auch ein Gefängnis enthielt, wurde im Rundbogenstil in der Tradition Berliner Backsteinarchitektur von 1886 bis 1890 errichtet. Die Kosten beliefen sich auf rund fünfeinhalb Millionen Mark (kaufkraftbereinigt in heutiger Währung: rund 45,2 Millionen Euro). Mit einer bebauten Grundfläche von 10.610 Quadratmetern war der Neubau nach dem Berliner Schloss und dem Reichstagsgebäude das größte Bauwerk Berlins. Auf die kolossale Baumasse des Neubaus wies bereits 1891 das Handbuch für Reisende von Baedeker hin. Im Jahr 1900 folgte eine Erweiterung unter der Leitung von Paul Thoemer. Während der Berliner Märzkämpfe wurde das Polizeipräsidium in Teilen beschädigt, sodass ganze Fassadenteile abbrachen.

### Weimarer Republik
Im neuen Freistaat Preußen erfuhr das Polizeiwesen zu Beginn der Weimarer Republik eine Neuordnung. Fortan bestand sie aus der Sicherheitspolizei, wobei es sich um ungefähr 10.000 Mann handelte, die zum Großteil aus dem aufgelösten Gardekorps stammten, und der Ordnungspolizei, bestehend aus 3.600 Mann. Die Schutzpolizei wurde 1920 gegründet. Im Jahr 1926 entstand durch den erstmaligen Eintritt von Frauen in den preußischen Polizeidienst die Weibliche Kriminalpolizei. Bereits mit dem Preußenschlag im Jahr 1932 wurden demokratische Führungspersönlichkeiten wie Bernhard Weiß, der im Mai 1927 für ein vorübergehendes Verbot der NSDAP in Berlin und Brandenburg sorgen konnte, gewaltsam aus ihren Ämtern gedrängt.

### Nationalsozialismus
Mit der Machtübernahme der Nationalsozialisten wurde der Komplex Sitz der Berliner Gestapo. Aktive Mitglieder demokratischer Parteien sowie Personen, die der NS-Propaganda entgegenstanden, wurden aus dem Dienst entfernt. Zudem wurde die Landespolizei von Preußen neben allen weiteren Landespolizeien aufgelöst und direkt dem Reichsführer SS Heinrich Himmler unterstellt. 1937 wurde das Reichskriminalpolizeiamt gebildet, dessen Direktor Arthur Nebe war, der führend an den Massenverbrechen der Einsatzgruppe B beteiligt war.
Im Zweiten Weltkrieg erlitt das Gebäude in den Jahren 1944 und 1945 bei alliierten Luftangriffen und der Schlacht um Berlin schwere Schäden.

### Nachkriegszeit und Abriss
Nach Kriegsende war der Büroteil nahezu unbenutzbar. Dort konnten nur einzelne Dienststellen der neu aufgebauten Berliner Polizei einziehen. Der weitgehend intakt gebliebene Gefängnistrakt diente unter der Adresse „Alexanderstraße 10“ weiterhin als Untersuchungsgefängnis. Infolge der Spaltung der Berliner Polizei nutzte ihn ab Ende Juli 1948 nur noch die Berliner Volkspolizei (VP).
Die Verwaltung Groß-Berlin der Staatssicherheit hielt zwischen Mai 1950 und der Übernahme der sowjetischen Untersuchungsgefängnisse in Hohenschönhausen und der Prenzlauer Allee im Herbst 1951 ihre Gefangenen auf einer Etage nach der Methode des Verschwindenlassens unter falschem Namen fest.
Die VP betrieb das Gefängnis bis zur Schließung kurz nach dem Aufstand vom 17. Juni 1953, obwohl sie bereits seit 1951 ein neues Gefängnis in ihrem Präsidium in der Keibelstraße benutzte.
Die letzten Reste des ehemaligen Polizeipräsidiums wurden 1957 abgetragen, sodass eine große Leerfläche entstand, die fünfzig Jahre als Parkplatz und Standort eines Ost-Berliner Weihnachtsmarktes diente. Seit 2007 befindet sich auf dem Areal das Einkaufszentrum Alexa.

## Gebäude und Organisation

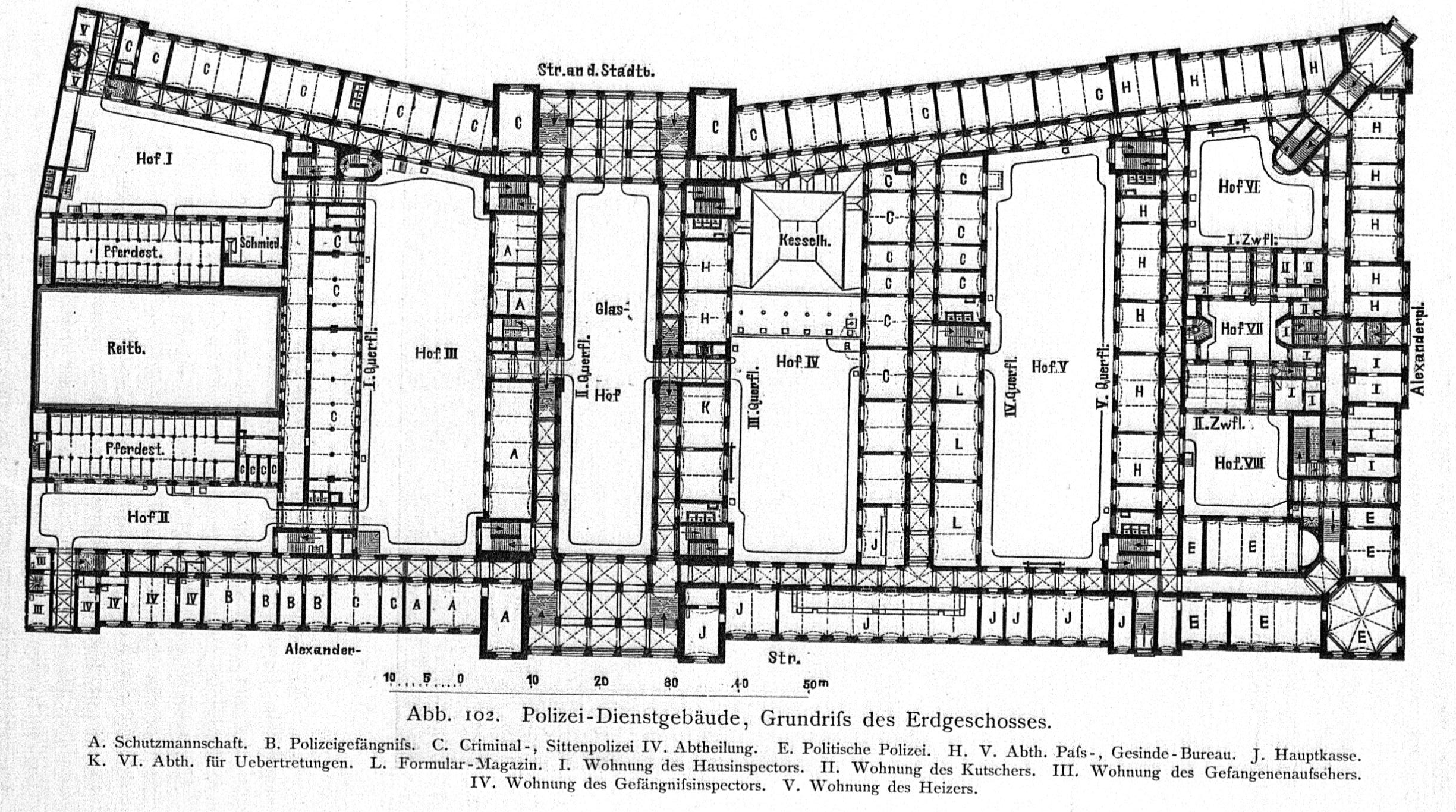
Polizeipräsidium Alexanderplatz, Grundriss des Erdgeschosses

Bereits 1896 verfügte das Präsidium über einen Erkennungsdienst, eine Bertillonsche Messkartei, ein Vermissten- und Vergehensregister und ab 1899 über ein eigenes Fotoatelier. Der Polizeipräsident von Berlin war in Preußen mit der praktischen Führung sämtlicher polizeilichen und angegliederten Verwaltungsstrukturen beauftragt. Im Gebäude am Alexanderplatz befanden sich also nicht nur kommunale Polizeistrukturen, sondern auch Spezialabteilungen wie zum Beispiel die preußische Zensurbehörde. Die Aufgabenverteilung der Berliner Polizei war somit der Standard für Preußen und das spätere Deutsche Reich.

„Das auf drei Seiten freistehende Gebäude mißt an der Alexanderstraße, in der im ganzen geradlinigen Front 196 m, am Alexanderplatz 92 m und schließt sich an der dritten freien, der Stadtbahn zugewendeten Front den Krümmungen des Viadukts an. Es umschließt acht unbedeckte Höfe, die – soweit Büroräume an ihnen liegen – eine Breite von mindestens 17,50 m und eine Länge von 53 bis 60 m haben, und einen glasüberdeckten Mittelhof, der einen gegen Wetter geschützten Raum zum Verladen der Akten bzw. zu Versammlungen der Schutzmannschaft bildet und gleichzeitig eine Durchfahrt quer durch das Gebäude in annähernder Verlängerung der Kaiserstraße schafft.
Außer den verschiedenen Abteilungen der Polizeiverwaltung: Regierungsabtheilung (I), Gewerbeabtheilung (II), Bauabtheilung (III), der Kriminal- und Sittenpolizei (IV), dem Paßbüro und Gesindeamt (V), der Abteilung für Übertretungen (VI) und der Politischen Polizei ist in dem Gebäude noch das Zentralbüro, das Formularmagazin, die Polizei-Hauptkasse, die Sanitätskommission, ferner das Kommandobüro und die Reserve- und berittene Abteilung der Schutzmannschaft mit den notwendigen Stallungen und einer bedeckten Reitbahn, die Zentral-Telegraphenstation, das Polizeigefängnis mit den zugehörigen Verwaltungs- und Wirtschaftsräumen und endlich fünf Dienstwohnungen für den Polizei-Präsidenten und vier Oberbeamte sowie neun Dienstwohnungen für Unterbeamte untergebracht. Zur Bewältigung dieses Raumbedürfnisses war außer dem Kellergeschoß die Anlage von vier Stockwerken geboten. Die Wohnung des Polizei-Präsidenten und des Ober-Regierungsrats nehmen die Alexanderplatz-Front des Hauptgeschosses ein.
Drei Frontgebäude, vier Querflügel und zwei Zwischenflügel nehmen die Verwaltungsräume und die Dienstwohnungen auf, während ein besonderer fünfter Querflügel das Polizeigewahrsam für aufgegriffene Personen, und in fünf übereinanderliegenden Obergeschossen, wovon die drei oberen für Einzelhaft eingerichtet sind, die polizeilichen Gefängnisse für Männer enthält. Das Frauengefängnis nebst einer Wohnung für die Oberaufseherin liegt im vierten Stockwerk des Frontbaues an der Stadtbahn. Im ganzen gewähren die Gefängnisse Raum für 328 Männer und 94 Frauen. Die Stallungen und Wachtlokale für die berittene Schutzmannschaft schließen an den Gefängnisflügel als zwei besondere zweigeschossige Zwischenbauten mit dazwischen liegender glasüberdeckter Reitbahn an.“